# Тихоокеанские миноги
Тихоокеанские миноги, или американские речные миноги (лат. Lethenteron) — род бесчелюстных из семейства миноговых (Petromyzontidae).
Максимальная длина тела варьирует от 16,6 (Lethenteron ninae) до 63 (Lethenteron camtschaticum) см. Обитают в северной части Северной Америки и Евразии. Демерсальные круглоротые, встречаются на глубине от 0 м до 50 м в умеренных морских, солоноватых и пресных водах. Пресноводные, за исключением Lethenteron camtschaticum, встречающихся в водах Тихого океана. Они безвредны для человека, за исключением угрожаемого вида Lethenteron ninae считаются видами вне опасности. Не являются объектами промысла промысла. Непаразитические виды, за исключением Lethenteron camtschaticum.

## Виды
На апрель 2024 года в род включают 7 видов:
- Lethenteron alaskense Vladykov & Kott, 1978
- Lethenteron appendix (DeKay, 1842)
- Lethenteron camtschaticum (Tilesius, 1811)
- Lethenteron kessleri (Anikin, 1905)
- Lethenteron mitsukurii (Hatta, 1901)
- Lethenteron ninae Naseka, Tuniyev & Renaud, 2009
- Lethenteron reissneri (Dybowski, 1869)